# Stoughton (Wisconsin)
Stoughton is een plaats (city) in de Amerikaanse staat Wisconsin, en valt bestuurlijk gezien onder Dane County.

## Demografie
Bij de volkstelling in 2000 werd het aantal inwoners vastgesteld op 12.354. In 2006 is het aantal inwoners door het United States Census Bureau geschat op 12.564, een stijging van 210 (1,7%).

## Geografie
Volgens het United States Census Bureau beslaat de plaats een oppervlakte van 10,7 km², waarvan 10,3 km² land en 0,4 km² water. Stoughton ligt op ongeveer 267 m boven zeeniveau.

## Plaatsen in de nabije omgeving
De onderstaande figuur toont nabijgelegen plaatsen in een straal van 20 km rond Stoughton.

## Geboren
- William Murphy (1892-1987), medicus en Nobelprijswinnaar (1934)